# عهد بنت عبدالله
عهد بنت عبدالله بن حمد البوسعیدیه (به انگلیسی: Ahad bint Abdullah) همسر هیثم بن طارق است. وی در استان مسقط در یک خانواده عمانی متولد شد که نسب آن به احمد بن سعید البوسعیدی، بنیانگذار دولت البو سعیدیه برمی گردد.
پدر وی سید عبدالله بن حمد البوسعیدی، معاون سابق وزارت دادگستری، اوقاف و امور اسلامی و فرماندار سابق استان مسندم است.

## تحصیلات
وی تحصیلات عمومی خود را در مراحل مختلف در مدارس عمان فرا گرفت، سپس تحصیلات آکادمیک خود را در خارج از سلطنت در رشته جامعه‌شناسی -که یکی از مهمترین علایق وی بوده و هست- ادامه داد. او همچنان در زمینه‌های جامعه‌شناسی و تاریخ به مطالعه و یادگیری فرهنگ، ادبیات و هنر می‌پردازد.
1. ذی یزن بن هیثم آل سعید
2. بلعرب بن هیثم آل سعید
3. ثریا بنت هیثم آل سعید
4. اومیما بنت هیثم آل سعید.[۵]